# Eohyrax
Eohyrax és un gènere extint de mamífers notoungulats de la família dels arqueohiràcids que visqueren a Sud-amèrica des del Paleocè superior fins a l'Eocè, fa entre 38 i 57 milions d'anys. Se n'han trobat restes fòssils a les províncies argentines de Chubut, Salta i Santa Cruz. Es tracta de l'arqueohiràcid més antic conegut. Les espècies d'aquest grup tenien les dents postcanines amb un grau moderat d'hipsodòncia. Així mateix, eren més grosses que els seus parents del gènere Punahyrax. El nom genèric Eohyrax significa ‘Hyrax de l'alba’.